# 速霸陸Domingo
速霸陸Domingo（日语：スバル・ドミンゴ）為日本富士重工業於1983年至1998年間製造生產的平頭式（cab over the engine，駕駛室位於引擎上方，故車頭是平的）商用車，外銷版本另有速霸陸多猛哥/金福相（臺灣）、速霸陸Libero（歐洲）、速霸陸Sumo（英國）、速霸陸E10/E12（德國）、速霸陸Columbuss（瑞典）等別名。
車名「Domingo」在西班牙語裡意謂星期日，外銷版「Libero」在義大利語裡表示自由，至於臺灣大慶汽車取名的「多猛哥」除了與原車名諧音外，也表達出負荷重、耐操勞的商用車形象。

## 歷史

### 第一代（1983年-1994年）
1983年 - 富士重工業以第四代Sambar try之底盤為基礎，換上動力更大的997c.c.直列三缸SOHC EF10型引擎成為速霸陸Domingo（原廠代號KJ5），並於10月3日正式發表上市。此款廂型車具有可容納7人乘坐的三排座位（第二排座位可迴旋），左右雙滑門方便乘客出入，加上價格低廉、機動性強，於是受到鄉間或山林裡小旅館的歡迎，用以載送客人。引擎採後置後驅的佈局，另外也有適時4WD可供選購，搭配五速手動排檔的變速系統。至於懸吊系統，採取前輪麥花臣、後輪拖曳臂的結構，前碟後鼓的煞車系統也增添安全性。在外觀方面，大型保險桿和方形四頭燈的設計刻意和Sambar try做出區別。對輕型車Sambar try的引擎出力感到不足的消費者，很快就轉向購買此款車。
1986年 - 6月和第四代Sambar一樣改成玻璃車頂，原廠稱之為「sun sun window（（日語）サンサンウインドゥ）」同時追加全時四輪驅動系統，引擎也換成動力更大的1,189c.c.直列三缸SOHC EF12型（原廠代號KJ8）。1991年以降，4WD車型（採單向離合式差速器）皆搭配EF12型，2WD車型則搭配EF10型。
另外，芬蘭曾有人利用原來後置引擎的空間置入12個12伏特的電池，製成電動車「ELCAT」。這輛車可乘坐2人，最高速度72km/hr。花費12小時將電量充飽、維持以時速40km/hr行進，約可行走130公里；這款電動車在芬蘭當地當作郵件報紙運送、商店搬運貨物等用途使用。

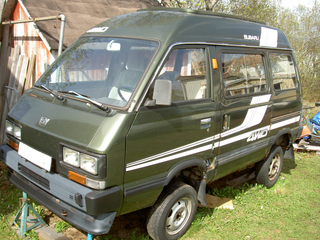
瑞典版
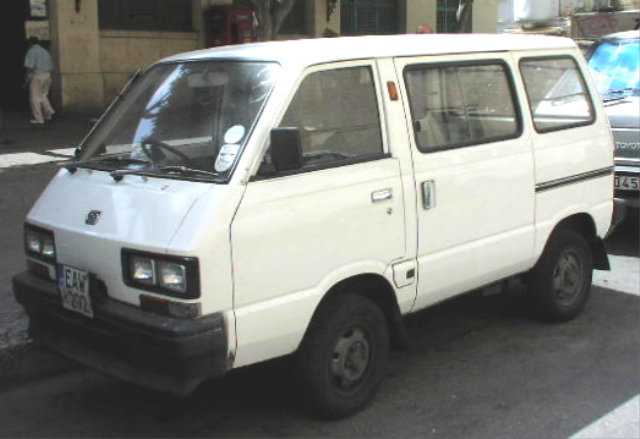
德國版車頭
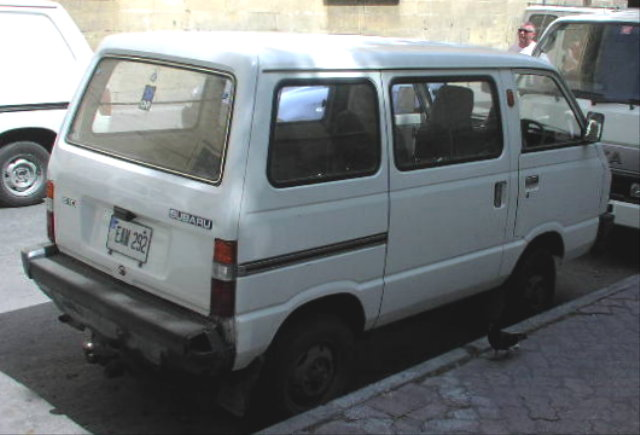
德國版車尾

#### 臺灣大慶多猛哥
益華公司和富士重工業合資的大慶汽車於1986年11月26日在屏東縣屏東市成立，1989年屏東生產工廠正式下線製造多猛哥商用車。比較特殊的是，該公司針對臺灣當地的市場特性，推出二門二座、後為車斗平臺的卡車版，其餘動力規格維持不變。

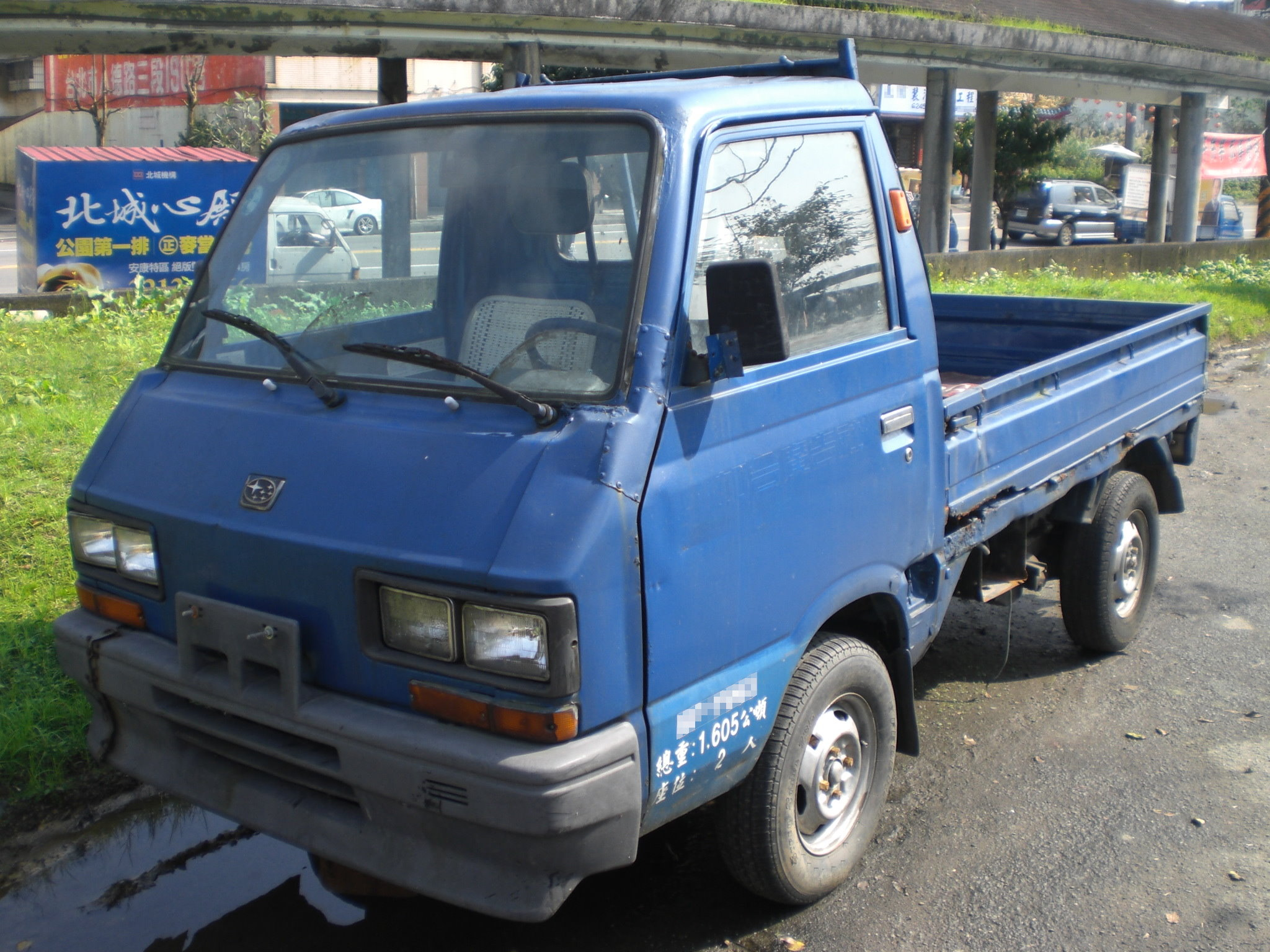
多猛哥卡車版車頭
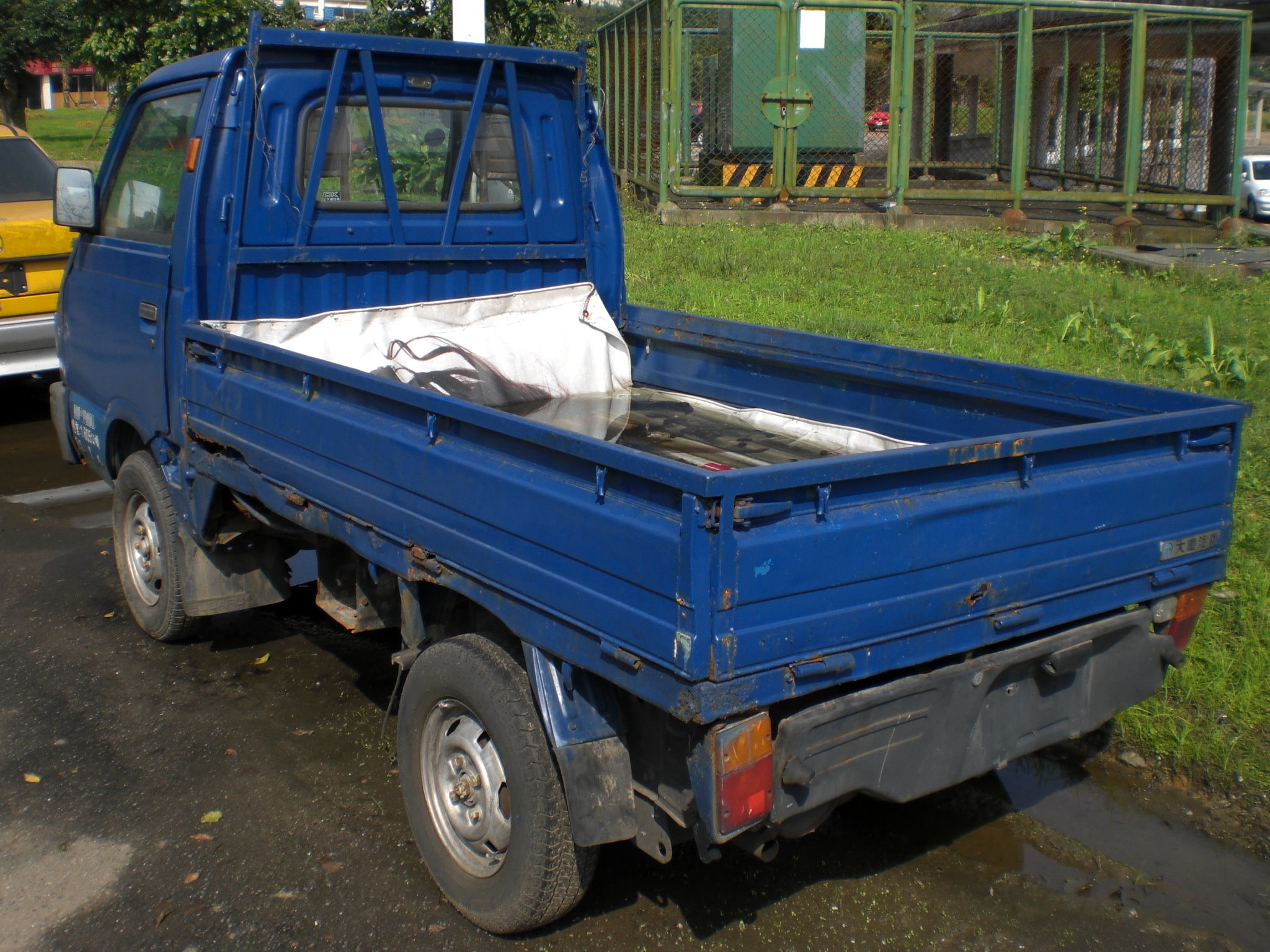
多猛哥卡車版車尾
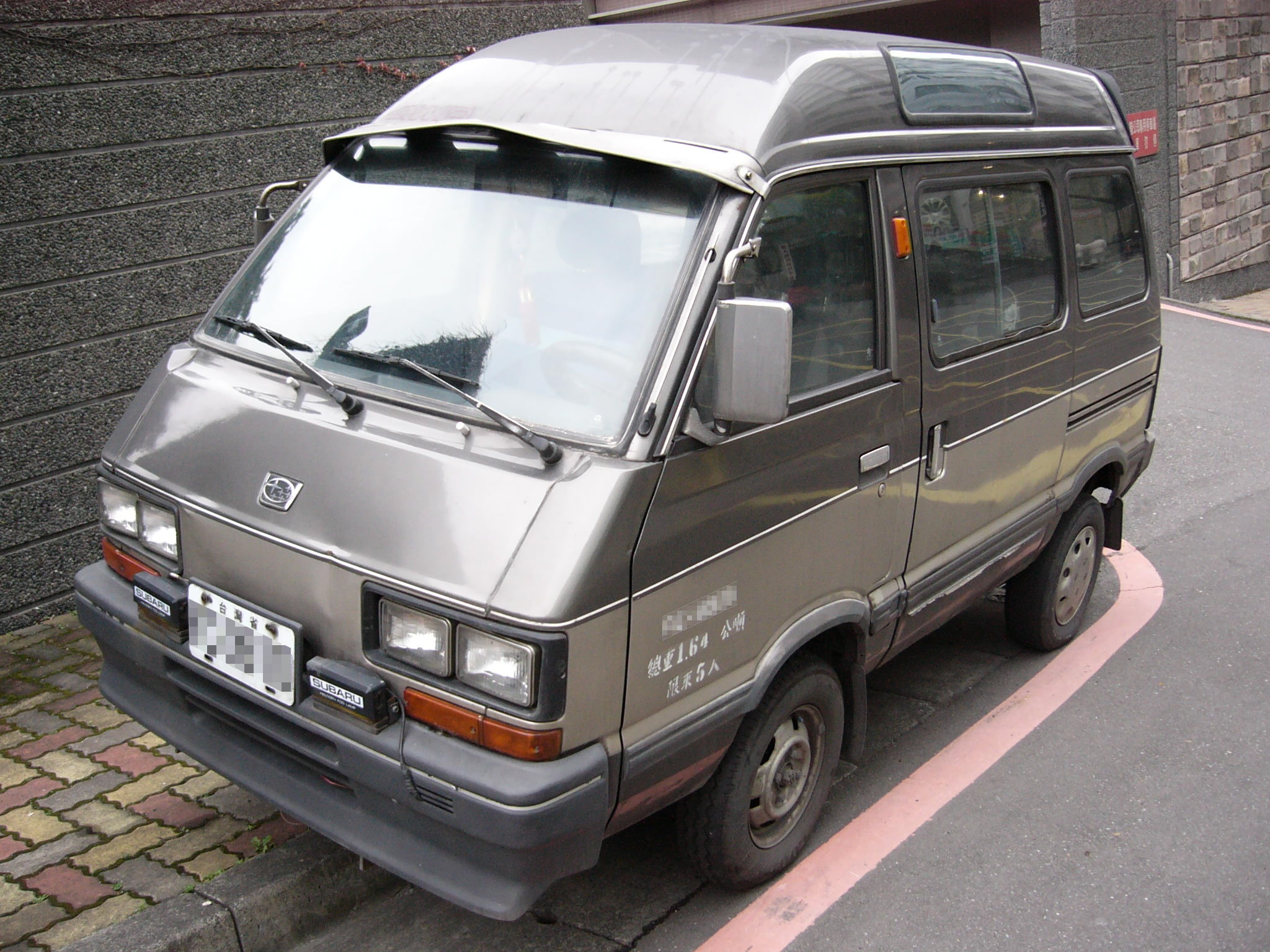
多猛哥廂型車版車頭
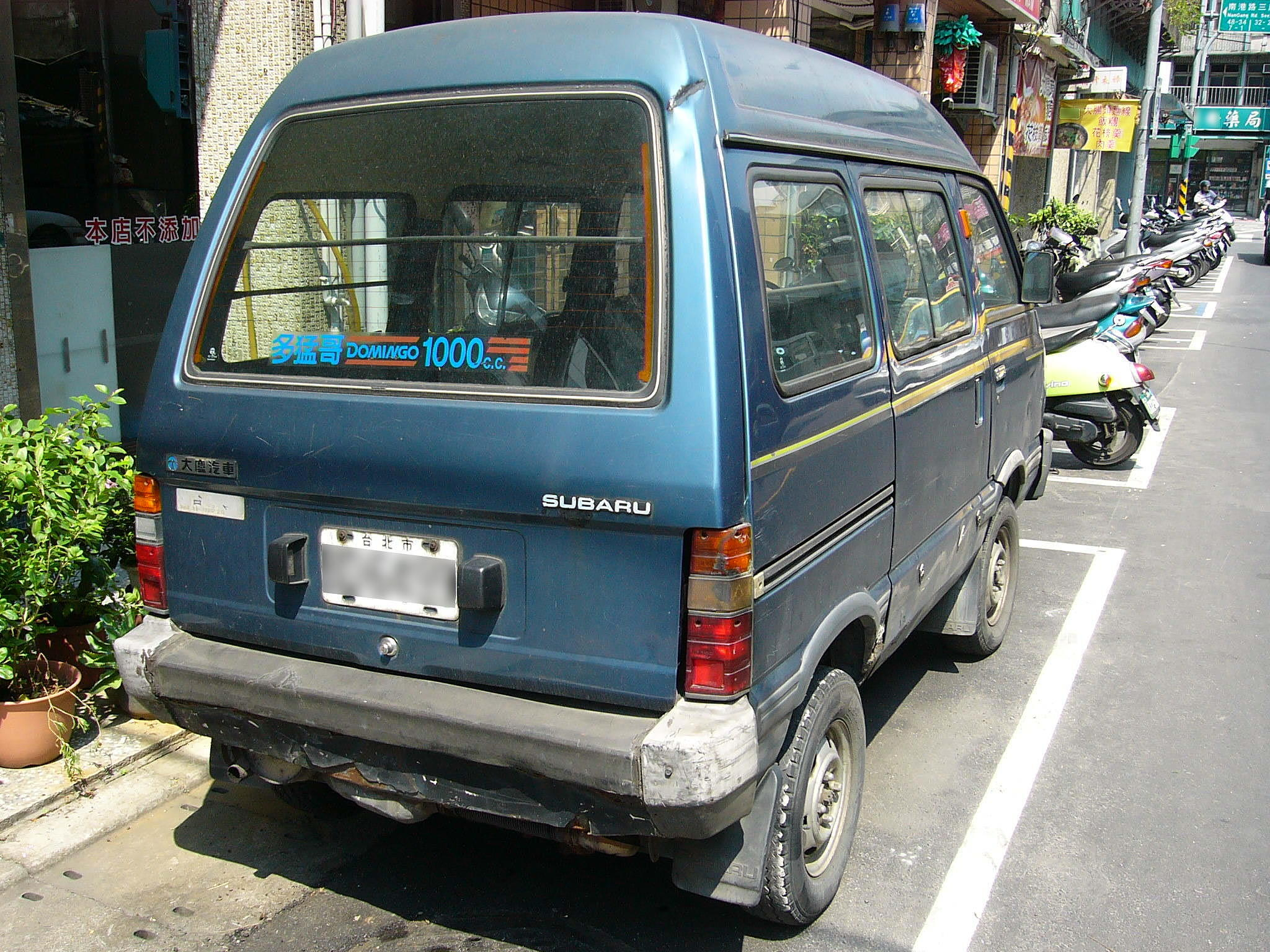
多猛哥廂型車版車尾

### 第二代（1994年-1998年）
1994年 - 6月18日發表大改款，底盤平台來自從第五代Sambar獨立出來的「Sambar Dias」車型，並將底盤前、後端延伸成Y字形，以大型保險桿包覆，提升碰撞安全性。動力來源雖然承襲上一代的1,189c.c.直列三缸SOHC EF12型引擎，不過取消了化油器，供油方式改成EMPi電子多點噴射系統（Electric Multi-point Injection之縮寫）。最大馬力61ps / 5,600rpm，扭力峰值為9.8kg･m / 3,600rpm。變速箱系統除原有的五速手動排檔外，另增ECVT系統。為了配合ECVT的屬性，全時4WD系統由單向離合式差速器改為黏性耦合式差速器。車室後半部的空調系統附有散熱器，其他像電動窗、動力方向盤、中控鎖等裝置也很齊全。反過來說，上一代4WD車型配置的引擎轉速表到了此代就被省略了。而且超過1公噸的車重，比起第一代而言汽車重量稅跳升了一級。
1996年 - 4月因應1990年代吹起的RV風潮，將天窗改成上掀式，增加露營用的裝備並改造出床鋪空間，衍生出露營車車型「Domingo Aladdin」。當時正值日本經濟泡沫時期，駕車出遊的休閒活動盛行，造就這款車的熱銷，共出售282輛。
1998年 - 10月日本政府修正輕型車規格的法令，由於Domingo無法通過標準，富士重工業忍痛決定停產。2002年後陸續上市的三菱Town Box Wide、鈴木Every Landy、大發Atrai7等車款，其實所走的市場定位路線和Domingo相同。

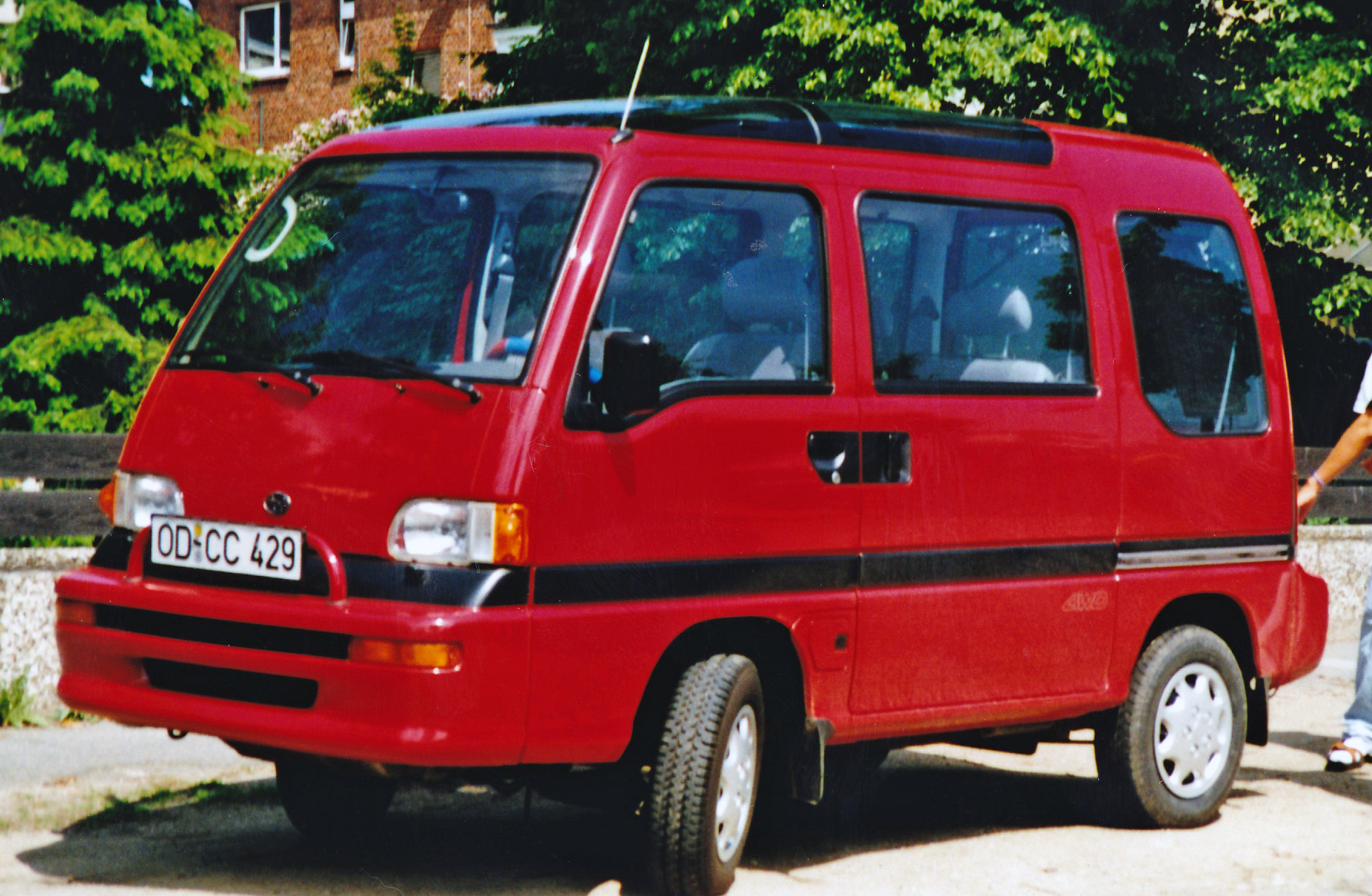
德國版
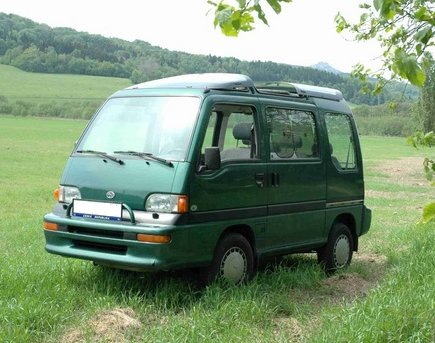
捷克版
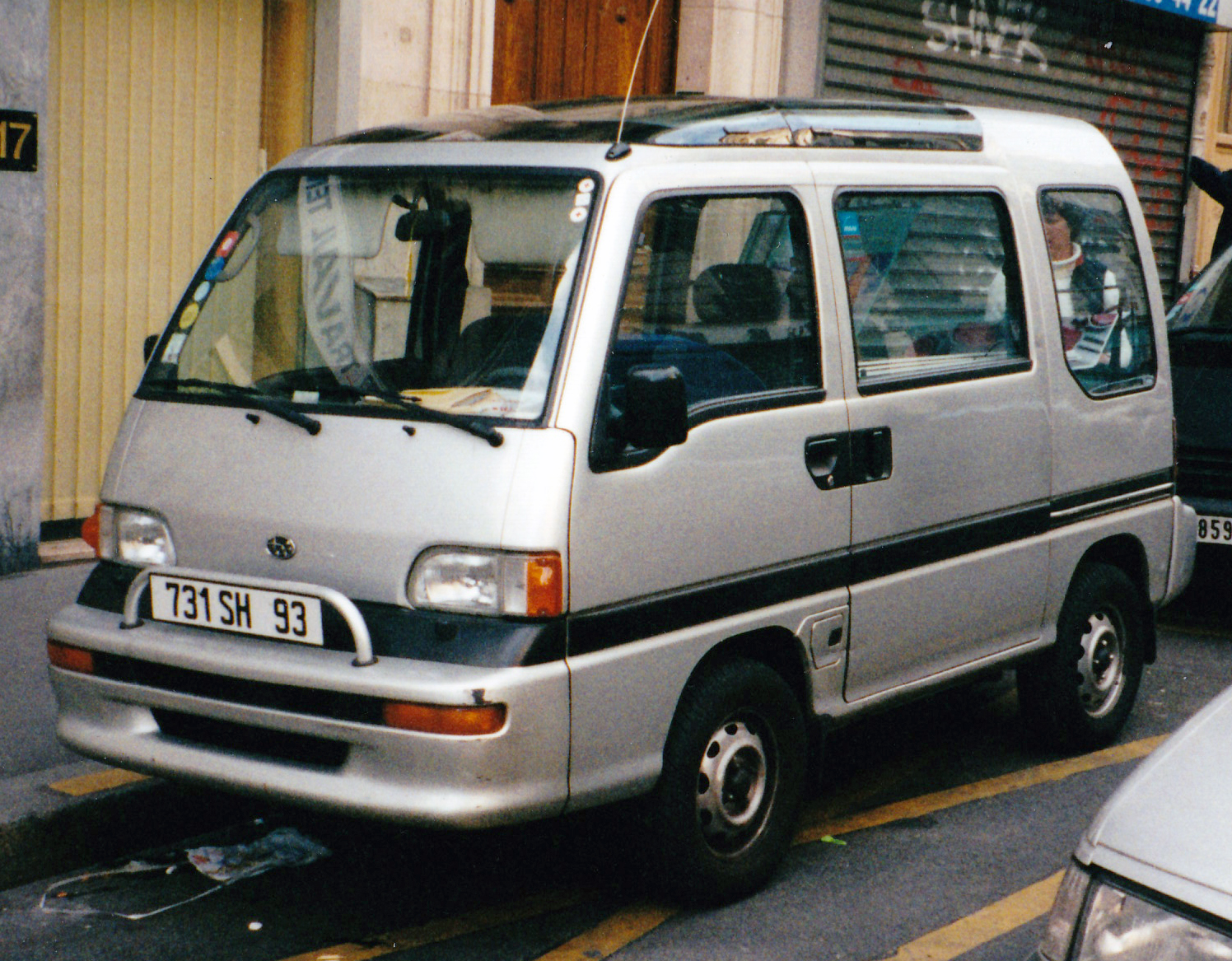
法國版
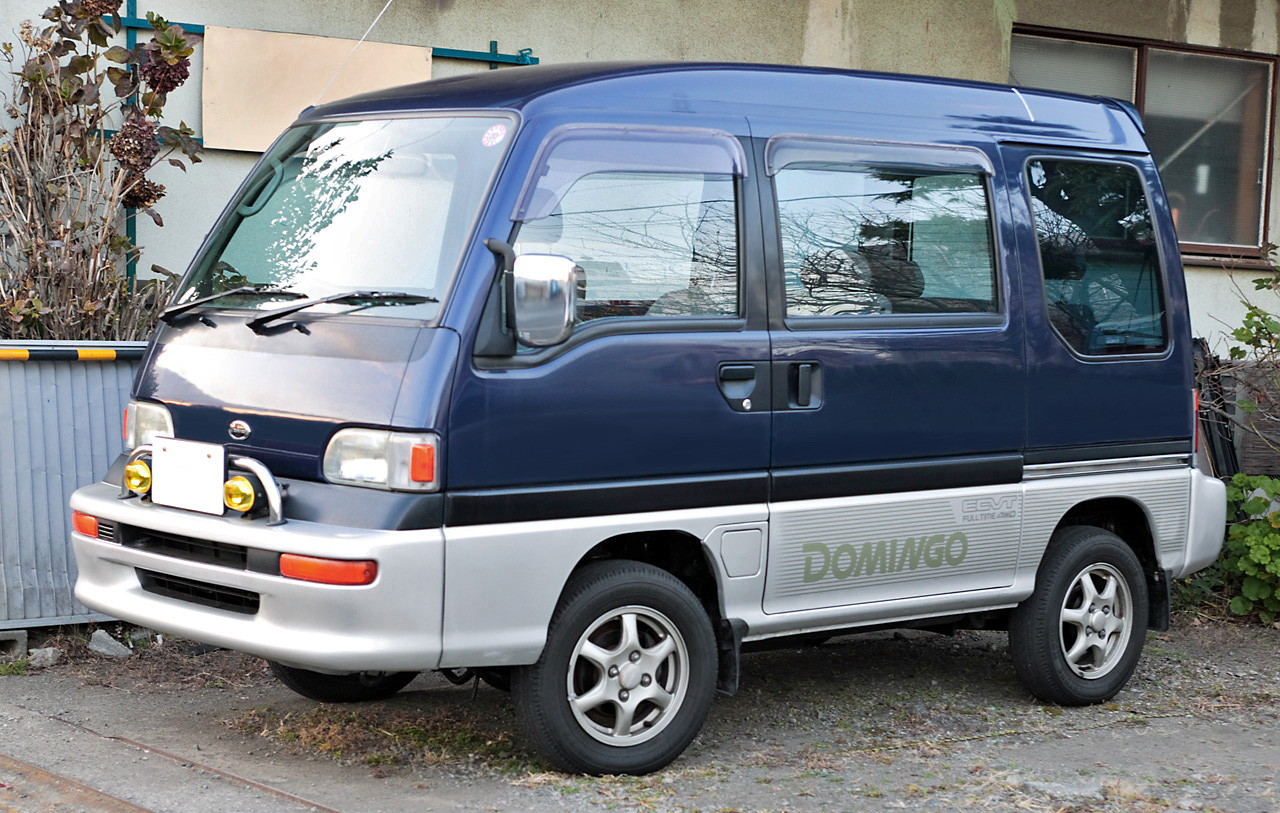
日本版車頭
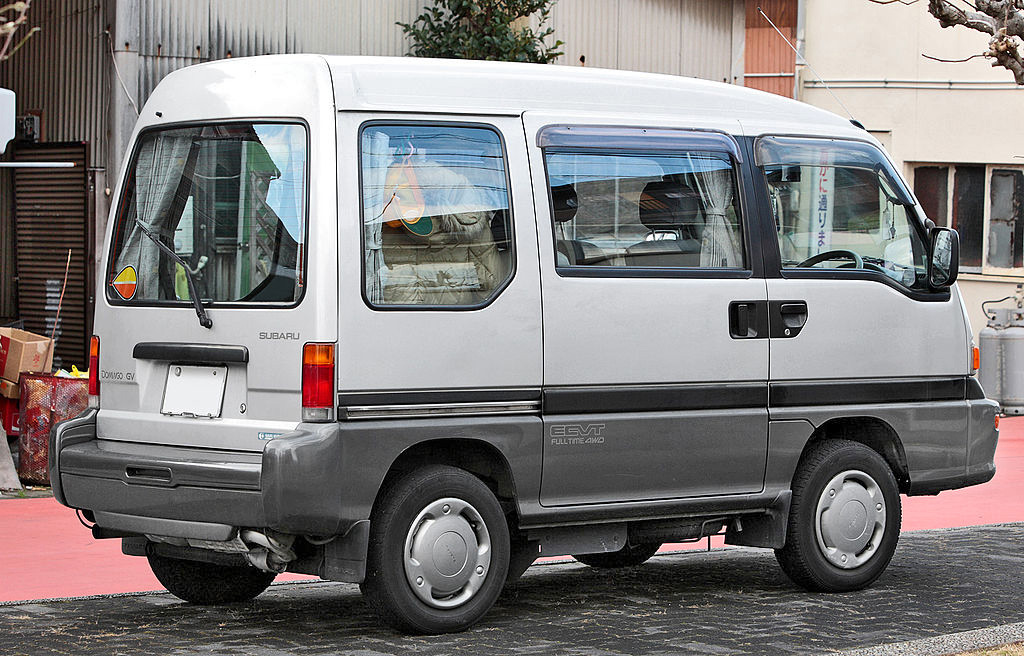
日本版車尾

#### 臺灣大慶金福相
大慶汽車將第二代Domingo命名為金福相，英文名為Estratto。動力來源與車身造型與日規車型並無二致，不過車頭前保桿則沿用第五代Sambar的設計。2000年代中期這款車吹起復古改裝風潮，許多年輕人將之改裝成福斯T1的外觀。

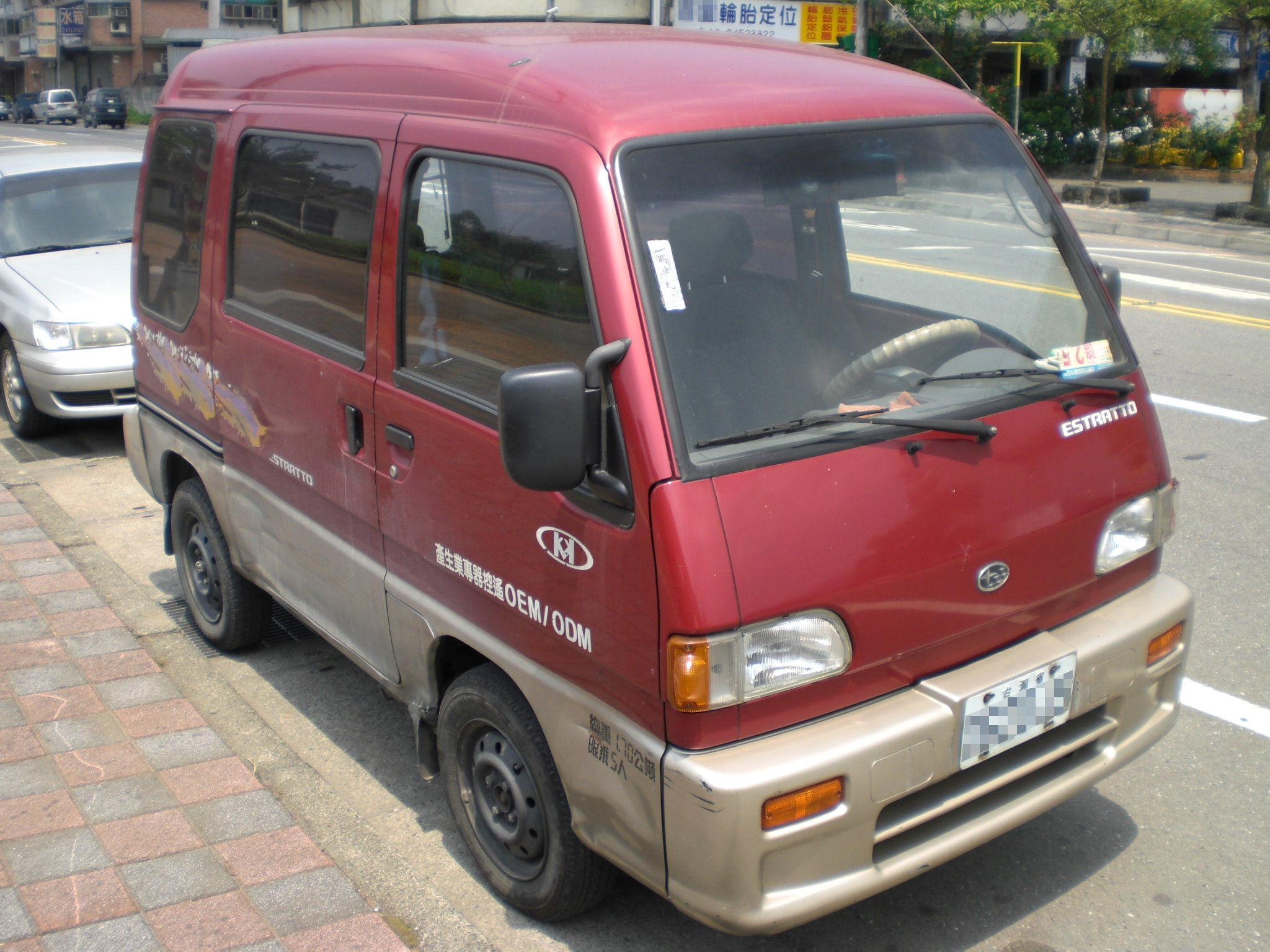
金福相車頭
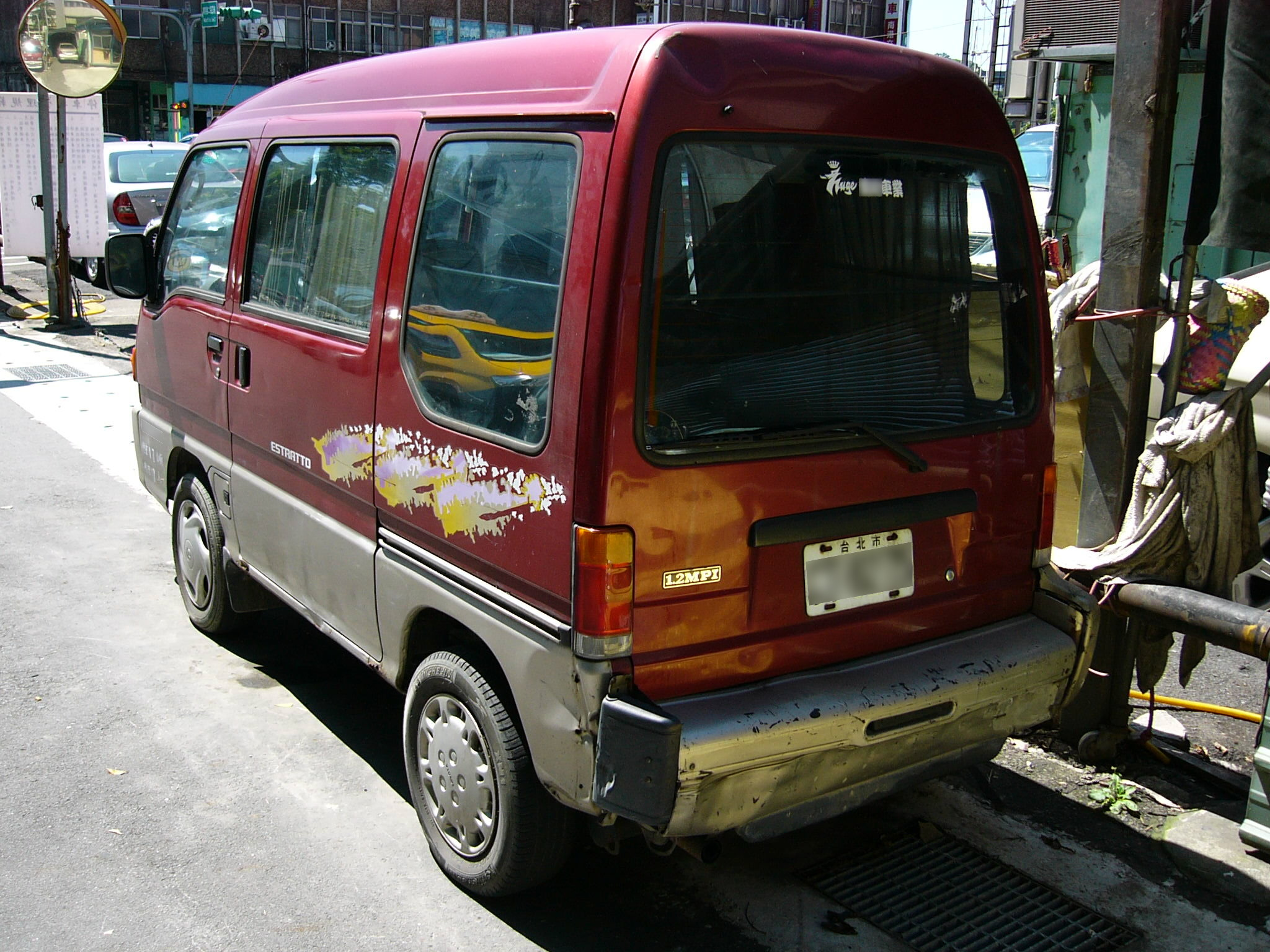
金福相車尾

## 外部連結
- （日語）日本官方網站 （页面存档备份，存于）